# André Auras
André Auras (Dakar, 22 aprile 1991) è un calciatore senegalese naturalizzato francese, centrocampista dell'EA Saint-Renan.

## Carriera

### Club
Cresciuto nel settore giovanile del Brest, ha esordito in prima squadra il 12 gennaio 2013 disputando l'incontro di Ligue 1 vinto 0-2 contro l'Évian TG. Nel 2014 viene acquistato dai LA Galaxy, dove giocherà per due stagioni con la seconda squadra. Nel 2016 si accasa allo Stade Plabennecois, formazione della quinta divisione francese.

### Nazionale
Ha giocato nella nazionale francese Under-17.

## Statistiche

### Presenze e reti nei club
Statistiche aggiornate al 29 agosto 2021.
| Stagione            | Squadra             | Campionato          | Campionato | Campionato | Coppe nazionali | Coppe nazionali | Coppe nazionali | Coppe continentali | Coppe continentali | Coppe continentali | Altre coppe | Altre coppe | Altre coppe | Totale | Totale |
| Stagione            | Squadra             | Comp                | Pres       | Reti       | Comp            | Pres            | Reti            | Comp               | Pres               | Reti               | Comp        | Pres        | Reti        | Pres   | Reti   |
| ------------------- | ------------------- | ------------------- | ---------- | ---------- | --------------- | --------------- | --------------- | ------------------ | ------------------ | ------------------ | ----------- | ----------- | ----------- | ------ | ------ |
| 2012-2013           | Brest               | L1                  | 8          | 0          | CF+CdL          | 1+0             | 0               |                    | -                  | -                  |             | -           | -           | 9      | 0      |
| 2013-mar. 2014      | Brest               | L2                  | 2          | 0          | CF+CdL          | 0+0             | 0               |                    | -                  | -                  |             | -           | -           | 2      | 0      |
| Totale Brest        | Totale Brest        | Totale Brest        | 10         | 0          |                 | 1               | 0               |                    | -                  | -                  |             | -           | -           | 11     | 0      |
| 2014                | Ventura County      | USL Pro             | 24         | 2          | USOC            | 1               | 0               |                    | -                  | -                  |             | -           | -           | 25     | 2      |
| 2015                | Ventura County      | USL                 | 27         | 4          | USOC            | 0               | 0               |                    | -                  | -                  |             | -           | -           | 27     | 4      |
| Totale LA Galaxy II | Totale LA Galaxy II | Totale LA Galaxy II | 51         | 6          |                 | 1               | 0               |                    | -                  | -                  |             | -           | -           | 52     | 6      |
| 2016-2017           | Stade Plabennecois  | CFA                 | 21         | 1          |                 | -               | -               |                    | -                  | -                  |             | -           | -           | 21     | 1      |
| Totale carriera     | Totale carriera     | Totale carriera     | 82         | 7          |                 | 2               | 0               |                    | -                  | -                  |             | -           | -           | 84     | 7      |